# 回龙街道
回龙街道，是中华人民共和国安徽省安庆市望江县下辖的一个乡镇级行政单位。2022年8月，设立回龙街道。将华阳镇回龙社区、莲花社区、宝塔社区和太慈镇茶花村划归回龙街道管辖。回龙街道办事处驻回龙社区。现区划代码：340827003。

## 行政区划
回龙街道下辖以下地区：
回龙社区、莲花社区、宝塔社区和茶花村